# تروينا
تروينا (بالإيطالية: Troina)‏ هي بلدية في مقاطعة إنا في صقلية الإيطالية.

## السكان
في سنة 1861 بلغ عدد السكان 8٬447 نسمة، وتطور العدد ليصل في سنة 2011 لـ 9٬628 نسمة.
يظهر هذا المخطط البياني تطور النمو السكاني لـ تروينا

## توأمة
لتروينا اتفاقيات توأمة مع:
- كوتانس

## أعلام
- جوفاني بيتيناتو